# Mélanie Wanga
Mélanie Wanga est une journaliste afroféministe française. Elle est cofondatrice de la lettre d'information Quoi de meuf et du podcast Le Tchip d'Arte radio dans un premier temps, puis sur Binge Audio. 

## Parcours
Mélanie Wanga est journaliste au sein du quotidien 20 minutes, après avoir contribué à Grazia et au Nouvel Obs en 2011. 
En janvier 2017, elle cofonde la lettre d'information Quoi de meuf avec la journaliste Clémentine Gallot. Cette lettre d'information est consacrée à un féminisme intersectionnel qui « se bat pour que toutes les discriminations envers les femmes soient reconnues ».  
De février à juin de cette même année, Mélanie Wanga rejoint Arte Radio pour le lancement du podcast Noir is the New Black auprès du journaliste François Oulac et du guide touristique Kévi Donat. Les animateurs radio, d'origines antillaise et africaine, analysent la culture et les informations sous un regard afro-centré.
Mi-2017, elle continue avec la même équipe lorsque le podcast évolue pour devenir Le Tchip, dont les épisodes qui sortent un jeudi sur deux traitent également de l'actualité culturelle.
À partir de 2020, elle devient la directrice de rédaction des magazines en ligne Madmoizelle et Rockie.
Elle anime à partir de 2020 un podcast mensuel sur l'archéologie, coproduit par l’Inrap et Binge Audio.

## Positionnement
Selon Mélanie Wanga, le secteur de l'audio en ligne est essentiel pour faire émerger des voix qui sont absentes dans les médias traditionnels. 
Ce média permettrait, selon elle, de contrebalancer la sous-représentation des minorités dans les médias français. Elle affirme par ailleurs qu’il y a « 95% d’hommes à la tête des grandes rédactions françaises, qui sont à 95% à 100% blanches ».